# Приходько, Пётр Самойлович
Пётр Самойлович Приходько (23 августа 1924, с. Ново-Александровка, Рубцовский район — 8 июня 2019, Рубцовск) — советский хозяйственный, государственный и политический деятель.

## Биография
Родился 23 августа 1924 года в селе Ново-Александровка Рубцовского района. В 1933 году с семьёй переехал в город Рубцовск, где учился в школе № 112 (сейчас это школа № 19). 
В сентябре 1941 года, будучи учеником десятого класса, вступил в ряды Красной армии добровольцем. Окончил в Барнауле Леппельское военно-миномётное училище (октябрь 1941 — июнь 1942), после чего попал на фронт. Был дважды ранен, получил контузию. Войну окончил 16 мая 1945 года под Прагой. Демобилизовался в звании капитана, в Рубцовск вернулся в апреле 1947 года.
С 1948 года — на хозяйственной, общественной и политической работе. В 1948—1960 годах — планировщик, заведующий бюро цеха, технолог, заместитель начальника цеха, начальник цеха на Алтайском заводе тракторного электрообрудования. В этот период, без отрыва от производства сдал экзамены за 10-й класс, а в 1953 году окончил вечернее отделение механико-технологического факультета Алтайского института сельскохозяйственного машиностроения по специальности «Технология машиностроения».
В 1960 году был назначен директором Алтайского завода тракторного электрооборудования. В 1962 году был избран первым секретарём Рубцовского горкома КПСС. В 1965 году вернулся на должность директора Алтайского завода тракторного электрооборудования. В 1987 году вышел на пенсию.
Занимался военно-патриотическим воспитанием молодежи. Сотрудничал с Рубцовским городским краеведческим музеем и школами Рубцовска.
Умер 8 июня 2019 года в Рубцовске.

## Общественная деятельность
- 1963 — депутат Рубцовского городского Совета депутатов трудящихся.
- 1964 — член Алтайского крайкома КПСС.
- 1965 — депутат Алтайского краевого Советов депутатов трудящихся.
- 1973 — депутат Рубцовского городского Совета депутатов трудящихся.
- 1973 — депутат Алтайского краевого Советов депутатов трудящихся.
- Член президиума Алтайского крайкома профсоюзов.
- Председатель Совета директоров предприятий Рубцовска.

## Награды и звания
- 1943 — орден Красной Звезды;
- 1944 — орден Отечественной войны I степени;
- 1945 — медаль «За победу над Германией в Великой Отечественной войне 1941—1945 гг.»;
- 1956 — медаль «За освоение целинных земель»;
- 1966 — орден Трудового Красного Знамени;
- 1970 — медаль «За доблестный труд. В ознаменование 100-летия со дня рождения Владимира Ильича Ленина»;
- 1971 — орден Октябрьской Революции;
- 1974 — орден Трудового Красного Знамени;
- 1976 — почётный знак «Ветеран автомобильной промышленности»;
- 1981 — орден Ленина;
- 1981 — премия Совета Министров СССР;
- 1984 — почётный знак «Ветеран автомобильной промышленности»;
- 1985 — орден Отечественной войны I степени;
- 1986 — заслуженный машиностроитель РСФСР;
- 1996 — медаль Жукова;
- 2008 — почётный гражданин города Рубцовска.